# مایکل شنون
مایکل کوربت شانون (انگلیسی: Michael Corbett Shannon؛ زادهٔ ۷ اوت ۱۹۷۴) بازیگر، تهیه‌کننده، موسیقی‌دان و کارگردان تئاتر آمریکایی است. او برای هنرنمایی خود در فیلم‌های درام عاشقانه جاده انقلابی (۲۰۰۸) اثر سم مندس و تریلر روان‌شناختی حیوانات شب‌زی (۲۰۱۶) ساختهٔ تام فورد، نامزد دریافت جایزهٔ اسکار بهترین بازیگر نقش مکمل مرد شده است. شانون به موجب بازی در فیلم ۹۹ خانه (۲۰۱۴) نامزد جایزهٔ انجمن بازیگران فیلم برای بازیگر نقش مکمل مرد برجسته و جایزهٔ گلدن گلوب بهترین بازیگر نقش مکمل مرد شد. او در سال ۲۰۱۶، برای اجرای نمایش سفر دراز روز در شب اثر یوجین اونیل در تئاتر برادوی نامزد جایزهٔ تونی بهترین بازیگر مرد در یک نمایشنامه شد.
شانون اولین حضور سینمایی خود را در سال ۱۹۹۳، با فیلم روز گراندهاگ تجربه کرد و با بازی در ۸ مایل (۲۰۰۲) مورد توجه گسترده قرار گرفت. او برای تطبیق‌پذیری و ایفای نقش‌های متنوع در آثار کمدی و درام مانند پرل هاربر (۲۰۰۱)، پسران بد ۲ (۲۰۰۳)، حشره (۲۰۰۶)، پیش از آنکه شیطان بفهمد مرده‌ای (۲۰۰۷)، ستوان بد: بندر نیواورلئان (۲۰۰۹)، آیسمن (۲۰۱۲)، نهایت سرعت (۲۰۱۲)، شب قبل (۲۰۱۵)، شکل آب (۲۰۱۷) و چاقوکشی (۲۰۱۹) شناخته می‌شود. شنون نقش ژنرال زاد را در فیلم ابرقهرمانی مرد پولادین (۲۰۱۳) و دنبالهٔ آن بتمن در برابر سوپرمن: طلوع عدالت (۲۰۱۶) به تصویر کشید و این نقش را در فیلم فلش (۲۰۲۳) تکرار خواهد کرد. او با جف نیکولز همکاری‌های متعددی داشته و در تمام فیلم‌های او حضور داشته است: داستان‌های تفنگ ساچمه‌ای (۲۰۰۷)، پناه بگیر (۲۰۱۱)، ماد (۲۰۱۲)، ویژه نیمه‌شب (۲۰۱۶) و لاوینگ (۲۰۱۶). شنون همچنین برای بازی در نقش نلسون ون آلدن در مجموعهٔ جنایی درام اچ‌بی‌او، امپراتوری بوردواک (۲۰۱۴–۲۰۱۰) شناخته می‌شود که برایش سه نامزدی جایزهٔ انجمن بازیگران فیلم به ارمغان آورد. او در سال ۲۰۲۱، به عنوان نقش اصلی در مینی‌سریال درام هولو، نه غریبه کامل ظاهر شد.

## زندگی شخصی
شنون از سال ۲۰۰۲ با کیت ارینگتون، بازیگر آمریکایی، قرار می‌گذاشت و در سال ۲۰۱۸ با او ازدواج کرد. آنها دو دختر به نام‌های سیلوی و ماریون دارند. شنون و خانواده‌اش در محله رد هوک واقع در بروکلین، نیویورک زندگی می‌کنند.

## فیلم‌شناسی

### فیلم
- روز گراندهاگ (۱۹۹۳)
- واکنش زنجیره‌ای (۱۹۹۶)
- تاکسی شیکاگو (۱۹۹۷)
- سرزمین ببر (۲۰۰۰)
- پرل هاربر (۲۰۰۱)
- آسمان وانیلی (۲۰۰۱)
- جرایم سنگین (۲۰۰۲)
- ۸ مایل (۲۰۰۲)
- جک کانگورو (۲۰۰۳)
- پسران بد ۲ (۲۰۰۳)
- مرد جنگلی (۲۰۰۴)
- دزدی بزرگ پارسونز (۲۰۰۴)
- مجرم (۲۰۰۴)
- حشره (۲۰۰۶)
- مرکز تجارت جهانی (۲۰۰۶)
- داستان‌های تفنگ ساچمه‌ای (۲۰۰۷)
- پیش از آنکه شیطان بفهمد مرده‌ای (۲۰۰۷)
- جاده انقلابی (۲۰۰۸)
- شخص گمشده (۲۰۰۹)
- پسرم، پسرم، چه کرده‌ای؟ (۲۰۰۹)
- ستوان بد: بندر نیواورلئان (۲۰۰۹)
- بزرگ‌ترین (۲۰۰۹)
- فراری‌ها (۲۰۱۰)
- ۱۳ (۲۰۱۰)
- جونا هکس (۲۰۱۰)
- بازگشت (۲۰۱۱)
- پناه بگیر (۲۰۱۱)
- واعظ مسلسل به دست (۲۰۱۱)
- ماد (۲۰۱۲)
- نهایت سرعت (۲۰۱۲)
- آیسمن (۲۰۱۲)
- مرد پولادین (۲۰۱۳)
- خرمن (۲۰۱۳)
- اونجوری بامزه است (۲۰۱۴)
- جوانان (۲۰۱۴)
- آن‌ها باهم آمدند (۲۰۱۴)
- ۹۹ خانه (۲۰۱۴)
- ملک طلق (۲۰۱۵)
- شب قبل (۲۰۱۵)
- ویژه نیمه‌شب (۲۰۱۶)
- گرگ‌ها (۲۰۱۶)
- بتمن در برابر سوپرمن: طلوع عدالت (۲۰۱۶)
- لاوینگ (۲۰۱۶)
- حیوانات شب‌زی (۲۰۱۶)
- شکل آب (۲۰۱۷)
- جنگ جریان (۲۰۱۷)
- ۱۲ نیرومند (۲۰۱۸)
- چاقوکشی (۲۰۱۹)
- معدن سنگ (۲۰۲۰)
- اکو بومز (۲۰۲۰)
- قطار سریع‌السیر (۲۰۲۲)
- آمستردام (۲۰۲۲)
- فلش (۲۰۲۳)
- اریک لارو (۲۰۲۳)
- فلش (۲۰۲۳)
- موتورسواران (۲۰۲۳)
- پایان  (۲۰۲۴)
- نورنبرگ (۲۰۲۵)

### تلویزیون
- نسخه اولیه (۱۹۹۸)
- نظم و قانون: واحد قربانیان ویژه (۲۰۰۵)
- امپراتوری بوردواک (۲۰۱۴–۲۰۱۰)
- فارنهایت ۴۵۱ (۲۰۱۸)
- دخترک درامر (۲۰۱۸)
- نه غریبه کامل (۲۰۲۱)

## جوایز و نامزدی‌ها

### جوایز اصلی
- کاندیدای جایزهٔ اسکار بهترین بازیگر نقش مکمل مرد برای فیلم جاده انقلابی در سال ۲۰۰۸[۳]
- برنده جایزهٔ انجمن بازیگران فیلم بهترین اجرای گروه بازیگران در مجموعه درام برای مجموعهٔ امپراتوری بوردواک در سال ۲۰۱۱
- برنده جایزهٔ انجمن بازیگران فیلم بهترین اجرای گروه بازیگران در مجموعه درام برای مجموعهٔ امپراتوری بوردواک در سال ۲۰۱۲
- کاندیدای جایزهٔ گلدن گلوب بهترین بازیگر نقش مکمل مرد برای فیلم ۹۹ خانه در سال ۲۰۱۵[۴]
- کاندیدای جایزهٔ انجمن بازیگران فیلم برای بازیگر نقش مکمل مرد برجسته برای فیلم ۹۹ خانه در سال ۲۰۱۵
- کاندیدای جایزهٔ اسکار بهترین بازیگر نقش مکمل مرد برای فیلم حیوانات شب‌زی در سال ۲۰۱۶[۵]
- کاندیدای جایزهٔ تونی بهترین بازیگر مرد در یک نمایشنامه برای نمایش سفر دراز روز در شب در سال ۲۰۱۶

### جوایز دیگر
- برنده جایزهٔ ستلایت بهترین بازیگر نقش مکمل مرد – فیلم سینمایی برای فیلم جاده انقلابی در سال ۲۰۰۸
- کاندیدای جایزهٔ ساترن بهترین بازیگر نقش اول مرد برای فیلم پناه بگیر در سال ۲۰۱۲
- کاندیدای جایزهٔ گاتهام بهترین بازیگر نقش مکمل مرد برای فیلم ۹۹ خانه در سال ۲۰۱۵
- برنده جایزهٔ انجمن منتقدان فیلم لس آنجلس بهترین بازیگر نقش مکمل مرد برای فیلم ۹۹ خانه در سال ۲۰۱۵
- برنده جایزهٔ حلقه منتقدان فیلم سان‌فرانسیسکو بهترین بازیگر نقش مکمل مرد برای فیلم ۹۹ خانه در سال ۲۰۱۵
- کاندیدای جایزهٔ انجمن منتقدان فیلم شیکاگو بهترین بازیگر نقش مکمل مرد برای فیلم ۹۹ خانه در سال ۲۰۱۵
- کاندیدای جایزهٔ حلقه منتقدان فیلم ونکوور بهترین بازیگر نقش مکمل مرد برای فیلم ۹۹ خانه در سال ۲۰۱۵
- کاندیدای جایزهٔ حلقه منتقدان فیلم فلوریدا بهترین بازیگر نقش مکمل مرد برای فیلم ۹۹ خانه در سال ۲۰۱۵
- کاندیدای جایزهٔ اتحادیه زنان روزنامه‌نگار سینمایی بهترین بازیگر نقش مکمل مرد برای فیلم ۹۹ خانه در سال ۲۰۱۵
- کاندیدای جایزهٔ گزینش منتقدان فیلم بهترین بازیگر نقش مکمل مرد برای فیلم ۹۹ خانه در سال ۲۰۱۵
- کاندیدای جایزهٔ جامعه منتقدان فیلم هیوستون بهترین بازیگر نقش مکمل مرد برای فیلم ۹۹ خانه در ۲۰۱۵
- کاندیدای جایزهٔ ایندیپندنت اسپیریت بهترین بازیگر نقش مکمل مرد برای فیلم ۹۹ خانه در سال ۲۰۱۵
- کاندیدای جایزهٔ ساترن بهترین بازیگر نقش مکمل مرد برای فیلم ۹۹ خانه در سال ۲۰۱۵
- کاندیدای جایزهٔ انجمن منتقدان فیلم منطقه واشینگتن، دی.سی. بهترین بازیگر نقش مکمل مرد برای فیلم حیوانات شب‌زی در سال ۲۰۱۶
- کاندیدای جایزهٔ انجمن منتقدان فیلم سنت لوئیس بهترین بازیگر نقش مکمل مرد برای فیلم حیوانات شب‌زی در ۲۰۱۶
- کاندیدای جایزهٔ جایزه گزینش منتقدان فیلم بهترین بازیگر نقش مکمل مرد برای فیلم حیوانات شب‌زی در سال ۲۰۱۶
- کاندیدای جایزهٔ انجمن منتقدان فیلم تورنتو بهترین بازیگر نقش مکمل مرد برای فیلم حیوانات شب‌زی در سال ۲۰۱۶
- کاندیدای جایزهٔ حلقه منتقدان فیلم فلوریدا بهترین بازیگر نقش مکمل مرد برای فیلم حیوانات شب‌زی در سال ۲۰۱۶
- کاندیدای جایزهٔ حلقه منتقدان فیلم سان‌فرانسیسکو بهترین بازیگر نقش مکمل مرد برای فیلم حیوانات شب‌زی در سال ۲۰۱۶
- کاندیدای جایزهٔ انجمن منتقدان فیلم شیکاگو بهترین بازیگر نقش مکمل مرد برای فیلم حیوانات شب‌زی در سال ۲۰۱۶
- کاندیدای جایزهٔ اتحادیه زنان روزنامه‌نگار سینمایی بهترین بازیگر نقش مکمل مرد برای فیلم حیوانات شب‌زی در سال ۲۰۱۶
- کاندیدای جایزهٔ انجمن منتقدان فیلم سن دیگو بهترین بازیگر نقش مکمل مرد برای فیلم حیوانات شب‌زی در سال ۲۰۱۶
- کاندیدای جایزهٔ جامعه منتقدان فیلم هیوستون بهترین بازیگر نقش مکمل مرد برای فیلم حیوانات شب‌زی در سال ۲۰۱۶
- کاندیدای جایزهٔ اکتا بهترین بازیگر نقش مکمل مرد برای فیلم حیوانات شب‌زی در سال ۲۰۱۶
- کاندیدای جایزهٔ حلقه منتقدان فیلم لندن بهترین بازیگر نقش مکمل مرد سال برای فیلم حیوانات شب‌زی در سال ۲۰۱۶
- کاندیدای جایزهٔ ستلایت بهترین بازیگر نقش مکمل مرد – فیلم سینمایی برای فیلم شکل آب در سال ۲۰۱۷
- کاندیدای جایزهٔ انجمن منتقدان فیلم سنت لوئیس بهترین بازیگر نقش مکمل مرد برای فیلم شکل آب در سال ۲۰۱۷